# Tia Doca da Portela
Jilçária Cruz Costa, conhecida como Tia Doca da Portela ou Tia Doca (Rio de Janeiro, 20 de dezembro de 1932 — Rio de Janeiro, 25 de janeiro de 2009) foi uma pastora da velha-guarda da Escola de Samba Portela.
Tia Doca foi tecelã e empregada doméstica. Entrou para a Velha Guarda da Portela em 1970 e chegou a gravar com Beth Carvalho, Zeca Pagodinho e Marisa Monte.
Em 1978 fundou o Pagode da Tia Doca, roda de samba que viria a ser considerada uma das mais importantes e influentes do brasil.
Em 2008 participou do documentário "O Mistério do Samba", produzido por Marisa Monte.
No dia 25 de janeiro de 2009 morre Tia Doca da Portela, vítima de um infarto.